# Aarão de Pésaro
Aarão de Pésaro (Pésaro, século XVI — ?) foi um rabino italiano que viveu nos fins do século XVI. 
Escreveu sobre o Talmud babilónico tendo deixado sob o título de "Generalidades de Aarão", um índice bastante completo com todas as passagens da Bíblia hebraica referenciadas no Talmud babilónio. 